# Airtime

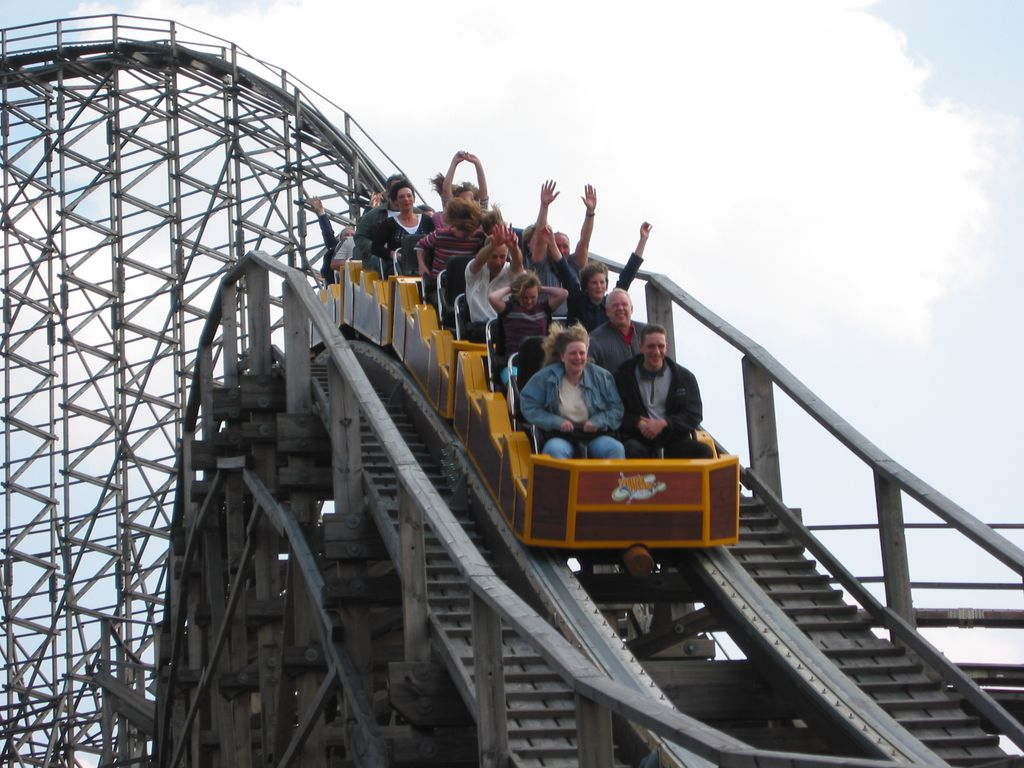
Airtime sur une bosse de la montagne russe en bois Colossos à Heide Park (Allemagne)

Un airtime est la sensation d'apesanteur, de tomber dans le vide ou de perte d'équilibre et allègement, due aux accélérations négatives vers le bas, ou réduction de la gravité de 1 g par rapport à celle sur terre niveau mer au repos, qui sont celles procurant le plus d'effets, et que l'on peut ressentir sur des montagnes russes ou la majorité des autres types d'attractions, telles que les tours de chute ou bateaux à bascule notamment.
Sur des montagnes russes, cette sensation est souvent causée par le passage du train sur une bosse. Certains hypercoasters comme Magnum XL-200 à Cedar Point, Silver Star à Europa Park ou Kondaa à Walibi Belgium sont mondialement connus pour les nombreux airtimes qu'ils procurent. Expedition GeForce à Holiday Park et Skyrush à Hersheypark sont les montagnes russes avec les airtimes les plus puissants au monde (-2g).

## Description
Les air-times sont causés par l'inertie du train et de ses passagers. Quand le train passe une bosse, le poids des passagers tend à s'opposer à la force qui tire le véhicule vers le bas, ce qui fait décoller les passagers de leurs sièges un bref instant. L'importance d'un airtime dépend de la vitesse du train, de la gravité, et du rayon de l'arc décrit par la voie. 
La gravité zéro, apesanteur ou impesanteur est atteinte quand l'accélération vers le bas est égale à celle de la gravité, alors que la gravité négative résulte d'une accélération vers le bas supérieure à celle de la gravité.
Les habitués des montagnes russes différencient deux types d'airtimes : les « airtimes flottants » sont causés par une gravité zéro tandis que les « airtimes éjectants » correspondent à une force négative.
Ces airtimes (accélérations en G négatifs, passagers allégés par rapport au support qui se "dérobe", plonge ou s'enfonce vers le bas), inhabituels par rapport aux déplacements horizontaux les plus fréquents, produisent souvent des effets de peur, notamment lorsqu'ils sont subits et inattendus, contrastant bien souvent avec les sensations en alternance inverses de poussée (accélérations en G positifs, passagers alourdis par rapport au support en étant soulevés vers le haut), ces contrastes de changements de poids des passagers étant chiffrés en jerks. Le corps humain produit alors de l'adrénaline.

## Déplacements provoquant une sensation d'airtime
Ces effets d'apesanteur peuvent être ressentis dans diverses occasions procurant des sensations d'accélération négative vers le bas :
- Saut en parachute, saut à l'élastique, saut pendulaire sur corde, saut d'un plongeoir

- Attractions "Flat-rides" diverses, telles que tours de chute et ascenseurs (celui de Disneyland étant "éjectant"), reverse bungee lors de la descente, boosters et capriolos, pendules, balançoires, chenilles, sauterelles

- Vol parabolique d'un Avion Zéro G en phase d'apesanteur, et avions de chasse lors des figures acrobatiques

- Astronaute en navette spatiale (celui-ci étant proche d'une apesanteur permanente, ce dernier terme convenant mieux)

- Sauts à ski, toboggans,  toboggans aquatiques, tyroliennes, trampolines, sports de voltige et loopings acrobatiques ou aériens…

- D'une manière plus faible, mais réelle, puisque équivalent au 1/10e de la gravité environ, tous les ascenseurs avec une durée plus ou moins prolongée selon leur vitesse à atteindre,

- Avions aux décollage et atterrissage ou lors des "trous d'air", bateau sur de fortes vagues, creux ou dos d'âne (ralentisseur sur route) ou même téléphériques lors des démarrages, freinages et passages sur pylônes.

## Air-times éjectants "Hyper-Drop"
Dans de nombreuses attractions ou situations, le mouvement peut avoir pour effet de tirer la personne vers le bas avec une accélération négative plus importante qu'une simple apesanteur de - 1 g (le corps étant à 0 g).
Le passager est attaché afin de ne pas être éjecté vers le haut par rapport au support.
C'est le cas de :
- La Tour de la Terreur dans 4 parcs de Disneyland dont celui de Paris, un second câble tirant la cabine vers le bas,

- Certaines montagnes russes comme Alpina Blitz à Nigloland, la forme du rail obligeant le wagon à être tiré davantage vers le bas qu'une simple chute,

- Plusieurs balanciers de fêtes foraines ou parcs d'attractions,

- Et surtout un avion de chasse pouvant atteindre des accélérations négatives de plusieurs G.